# David Letterman show
A David Letterman show (eredeti címe: Late Show with David Letterman) amerikai késő esti talk show volt, amely 1993-tól 2015-ig futott a CBS műsorán. A műsorvezető David Letterman volt. 1993. augusztus 30-án mutatták be. 
Magyarországon az AXN műsorán volt látható. 
A TV Guide "minden idők 50 legjobb tévéműsora" listáján a hetedik helyet szerezte meg. 2013-ban Letterman lett a leghosszabb ideig szolgáló késő esti talk show-műsorvezető, megelőzve ezzel Johnny Carsont. Ugyanebben az évben David Letterman mindkét műsora felkerült a TV Guide "minden idők 60 legjobb tévéműsora" listájára. Mind a két műsor a negyvenegyedik helyre került.
Letterman 2014-ben bejelentette, hogy visszavonul, a műsor utolsó epizódja pedig 2015. május 20-án volt. Ezután a CBS szüneteltette a show-t, helyette drámasorozatok ismétlését adta a CBS Summer Showcase blokkon belül. A műsort végül a The Late Show with Stephen Colbert váltotta le, amely 2015. szeptember 8-án debütált.